# Selbstbewusst (Album)
Selbstbewusst ist das neunte Studioalbum des österreichischen Austropop-Musikers und Liedermachers Wolfgang Ambros, es ist sein drittes Nummer-eins Album.

## Produktion
Mit Selbstbewusst kontrastierte Ambros sein vorherige Albums Weiß wie Schnee denkbar stark und zeigte so binnen zweier Alben seine gewaltige Spannweite auf. Die Songs streifen thematisch quer durch unterschiedlichste Lebensthemen, entsprechend vielseitig ist das Album auch musikalisch. I g'spia i verlier ist im Grunde die einzige Nummer, die wirklich den Blues hat, melancholisch ist, bezeichnenderweise eines der beiden Lieder, das Ambros nicht selbst für das Album geschrieben hat.

## Titelliste
1. Geh von mir – 3:50 (Günter Dzikowski, Ambros)
2. Selbstbewußt – 3:59 (Ambros)
3. I g'spia, i verlier – 3:42 (Helmut Nowak, Peter Koller)
4. Sei so frei – 2:48 (Ambros)
5. Lethargie – 3:31 (Joesi Prokopetz, Peter Koller)
6. Da Herr Minister – 3:02 (Ambros)
7. Fesch san ma beinand – 4:19 (Ambros)
8. Minderwertigkeitskomplex – 3:37 (Ambros)
9. Immer das Gleiche – 3:00 (Ambros, Helmut Nowak, Peter Koller)
10. Wann bin i daham? – 4:02 (Ambros)
11. Belize – 4:21 (Ambros)

## Artwork
Das Frontcover zeigt eine bunte Vielfalt an Spielautomaten-Motiven, eine grüne Palme, ein feuerrotes Herz, eine freundliche Mickey Mouse, eine Sonne, einen Fliegenpilz und ein Motiv mit dem gewohnten geschwungenen W.Ambros-Schriftzug.

## Charts und Chartplatzierungen
| ChartsChartplatzierungen | Höchstplatzierung | Wochen/ Monate |
| ------------------------ | ----------------- | -------------- |
| Deutschland (GfK)        | 29 (8 Wo.)        | 8 Wo.          |
| Österreich (Ö3)          | 1 (3 Mt.)         | 3 Mt.          |